# Inga bicoloriflora
Inga bicoloriflora é uma espécie vegetal da família Fabaceae.
Árvore conhecida através de jardins particulares, aparentemente encontrada somente nas aproximidades da cidade de Manaus, no Estado do Amazonas,no Brasil.